# Allanaspides helonomus
Allanaspides helonomus é uma espécie de crustáceo da família Anaspididae.
É endémica da Tasmânia.